# Nurhachius
Nurhachius é um gênero de pterossauro pterodáctilo istiodáctilo da Formação Jiufotang do Cretáceo Inferior de idade Barremiana a Aptiana de Chaoyang, Liaoning, China. Seus fósseis datam de há cerca de 120 milhões de anos.

## Descoberta

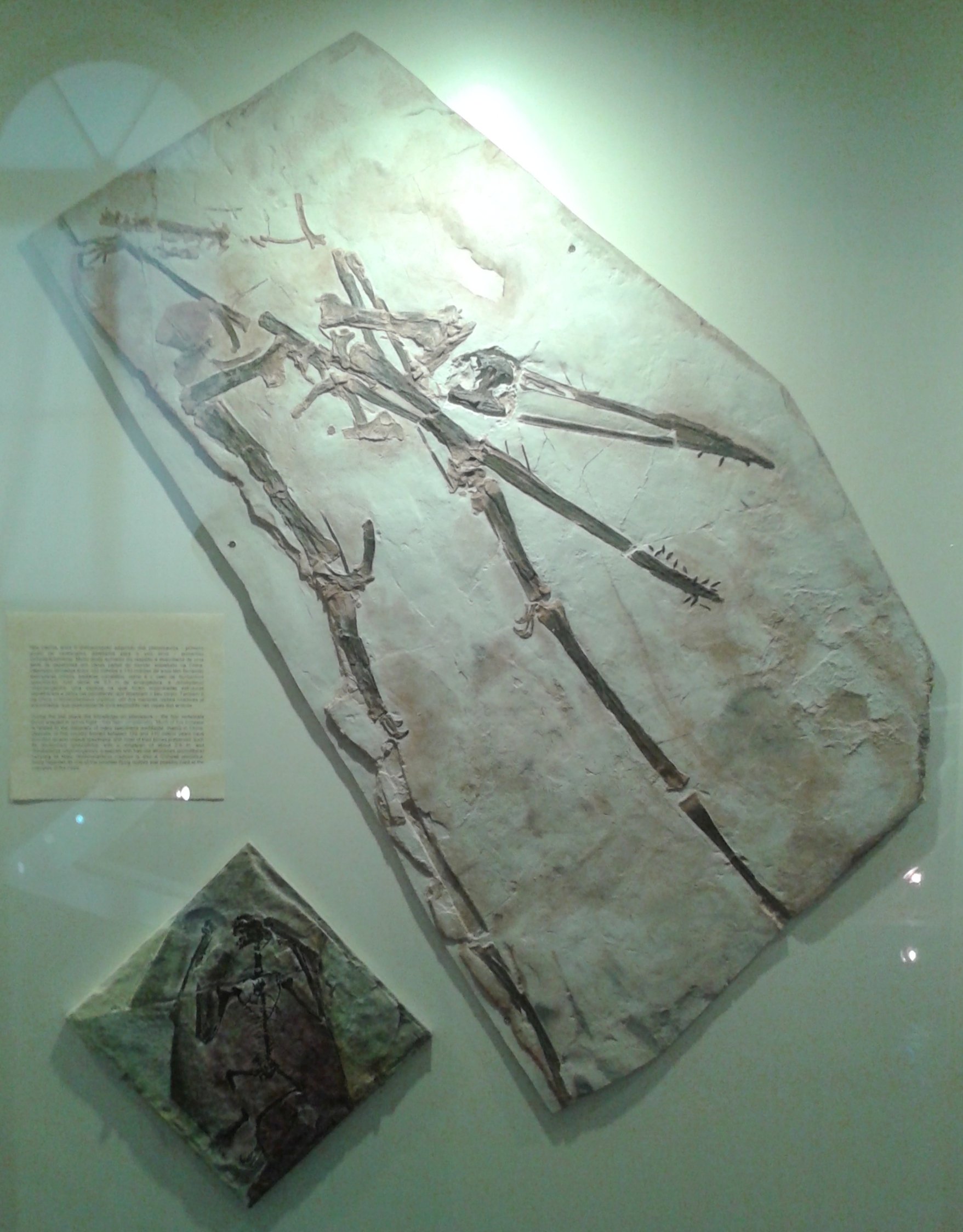
Fóssil holótipo no acervo do Museu Nacional/UFRJ. Rio de Janeiro, Brasil.

O gênero foi batizado em 2005 por Wang Xiaolin, Alexander Kellner, Zhou Zhonghe e Diógenes de Almeida Campos. A espécie-tipo é Nurhachius ignaciobritoi. O nome do gênero se refere a Nurhachi, o primeiro imperador da Dinastia Qing, cuja base de poder original abrangia a região onde o fóssil foi encontrado. O nome específico homenageia o falecido paleontólogo brasileiro Ignácio Aureliano Machado Brito, que foi o pioneiro no estudo dos pterossauros em seu país.
Nurhachius foi descrito pela primeira vez com base em seu fóssil de holótipo, IVPP V-13288, um crânio parcial e esqueleto. Um segundo espécime, IVPP V-13288, foi posteriormente encaminhado para a espécie.
Em 2019, uma segunda espécie foi batizada: Nurhachius luei. O nome específico homenageia o falecido Lü Junchang. É baseado no holótipo BPMC-0204 da parte inferior da Formação Jiufotang, um crânio com mandíbula inferior e sete vértebras cervicais.